# Sauvigney-lès-Gray
Sauvigney-lès-Gray ist eine Gemeinde im französischen Département Haute-Saône in der Region Bourgogne-Franche-Comté.

## Geographie
Sauvigney-lès-Gray liegt auf einer Höhe von 198 m über dem Meeresspiegel, elf Kilometer östlich von Gray und etwa 32 Kilometer nordwestlich der Stadt Besançon (Luftlinie). Das Dorf erstreckt sich im Südwesten des Départements, im Becken der Saône, am nördlichen Rand der weiten Talniederung der Morte und am Südrand der Forêt de Belle Vaivre.
Die Fläche des 10,44 km² großen Gemeindegebiets umfasst einen Abschnitt der leicht gewellten Landschaft südöstlich der Saône. Eingefasst wird das Gebiet im Osten durch den Cabri und im Süden durch die Morte. Diese sorgt für die Entwässerung nach Westen zur Saône. Beide Fließgewässer bewegen sich durch ausgedehnte Niederungen, die eine Breite von mehr als einem Kilometer aufweisen und durchschnittlich auf 198 m liegen. Die fruchtbaren Alluvialböden werden landwirtschaftlich genutzt. Nach Nordwesten erstreckt sich das Gemeindeareal auf die Anhöhen der Forêt de Belle Vaivre, die aus tertiären Ablagerungen aufgebaut sind. Der meist sandige Untergrund wird von ausgedehnten Wäldern bedeckt (Bois de Sauvigney und Bois Blondel). Mit 248 m wird im Bois Blondel die höchste Erhebung von Sauvigney-lès-Gray erreicht.
Nachbargemeinden von Sauvigney-lès-Gray sind Beaujeu-Saint-Vallier-Pierrejux-et-Quitteur und Igny im Norden, Angirey im Osten, Colombine und Saint-Loup-Nantouard im Süden sowie Saint-Broing im Westen.

## Geschichte
Im Mittelalter gehörte Sauvigney zur Freigrafschaft Burgund und darin zum Gebiet des Bailliage d’Amont. Die lokale Herrschaft hatten die Herren von Beaujeu inne. Zusammen mit der Franche-Comté gelangte das Dorf mit dem Frieden von Nimwegen 1678 definitiv an Frankreich. Zur Vermeidung von Verwechslungen mit anderen Gemeinden desselben Namens wurde Sauvigney im 19. Jahrhundert zunächst in Sauvigney-lès-Angirey und 1914 in Sauvigney-lès-Gray umbenannt. Heute ist Sauvigney-lès-Gray Mitglied des 16 Ortschaften umfassenden Gemeindeverbandes Communauté de communes Val de Gray.

## Sehenswürdigkeiten
Die Kirche Saint-Marcel stammt aus dem 18. Jahrhundert. Sie besitzt eine bemerkenswerte Ausstattung, darunter Altäre, ein Tabernakel, ein silbernes Ziborium und weiteres Mobiliar aus der Erbauungszeit. 
Zu den weiteren Sehenswürdigkeiten gehören der Kalvarienberg Croix de Jubilé und das Lavoir aus dem 19. Jahrhundert, das einst als Waschhaus und Viehtränke diente.

## Bevölkerung
| Jahr                       | 1962 | 1968 | 1975 | 1982 | 1990 | 1999 |
| Einwohner                  | 114  | 116  | 92   | 97   | 82   | 78   |
| Quellen: Cassini und INSEE |      |      |      |      |      |      |

Mit 78 Einwohnern (1999) gehört Sauvigney-lès-Gray zu den kleinsten Gemeinden des Département Haute-Saône. Die Einwohnerzahl hatte während des gesamten 20. Jahrhunderts kontinuierlich abgenommen (1896 wurden noch 233 Personen gezählt).

## Wirtschaft und Infrastruktur
Sauvigney-lès-Gray war bis weit ins 20. Jahrhundert hinein ein vorwiegend durch die Landwirtschaft (Ackerbau, Obstbau und Viehzucht) und die Forstwirtschaft geprägtes Dorf. Außerhalb des primären Sektors gibt es nur wenige Arbeitsplätze im Dorf. Einige Erwerbstätige sind auch Wegpendler, die in den größeren Ortschaften der Umgebung ihrer Arbeit nachgehen.
Der Ort liegt abseits der größeren Durchgangsachsen an einer Departementsstraße, die von Gray nach La Chapelle-Saint-Quillain führt. Weitere Straßenverbindungen bestehen mit Velesmes-Échevanne und Beaujeu.